# Thiên hoàng Kōbun
Thiên hoàng Hoằng Văn (弘文天皇 (Hoằng Văn Thiên hoàng) Kōbun-Tennō, 648 – 21 tháng 8 năm 672) là Thiên hoàng thứ 39 của Nhật Bản theo truyền thống thừa kế ngôi vua. Triều đại của ông tồn tại trong 8 tháng của năm 672

## Thời niên thiếu và trị vì
Kōbun được xếp vào vị trí thứ 39 bởi các học giả hoàng gia Nhật Bản thời Meiji (1870). Tên khai sinh của ông là Otomo, con trai rất được yêu quý của Thiên hoàng Tenji. Ông cũng là người đầu tiên được cha phong làm Daijo-daijin.
Các nhà sử học đương đại xếp ông vào giữa hai triều đại của Tenji va Temmu, nhưng Nihongi, Gukanshō và Jinnō Shōtōki lại không ghi chép về triều đại này. Hoàng tử Otomo được cho là đã đặt tên gọi, tên thụy của mình vào năm 1870.
Vào năm Tenji thứ 10 (11/671), Thiên hoàng do lo ngại người em trai thông minh của mình là Hoàng tử Oama sẽ có ngày chiếm lấy ngôi báu nên quyết định chỉ định con trai mình là người thừa kế của ông. Trong trường hợp đó, con trai ông được xem như người nhận được sự kế thừa (Senso) sau cái chết của cha mình. Ngay sau khi phụ vương qua đời, Thiên hoàng Kōbun được cho là đã lên ngôi (sokui) vào tháng 1/672.
Vừa lên ngôi, Thiên hoàng Kōbun đã phải lao vào cuộc chiến đấu với người chú của mình, Hoàng tử Oama để giữ ngôi báu. Cũng trong thời gian này, ông đặt một niên hiệu không chính thức là "Sujaku".
Cuộc chiến tranh giành ngôi vua kết thúc vào tháng 8/672, khi phe của Hoàng tử Oama đại thắng tại trận Jinshin. Thiên hoàng Kōbun sau thất bại đã phải rút chạy và mổ bụng tự sát vào ngày 21/8/672 tại Yamasaki (nay thuộc Shiga). Ông được chôn tại đài tưởng niệm Shinto ở Shiga, trong khu lăng mộ có tên Nagara no Yamasaki no misasagi. Ngay sau thắng trận, Hoàng tử Oama lên ngôi hiệu là Thiên hoàng Tenmu

## Nengō và các quan lại
Trong 8 tháng trị vì, ông không đặt một nengō nào; ngoài nengō không chính thức là "Sujaku".

### Các quan lại cai trị
Tả đại thần: Soga no Akae(蘇我赤兄) (?–?), 672
Hữu đại thần, Nakatomi no Kane(中臣金) (d. 672), 672

## Gia đình
Hoàng hậu: Princess Tōchi (十市皇女) (c. 648 – 678), con gái của Thiên hoàng Tenmu. Bà sinh ra người con là Hoàng tử Kadono (葛野王) (669–706)
Thứ phi: Fujiwara no Mimimotoji (藤原耳面刀自), con gái của Fujiwara no Kamatari, sinh ra công chúa Ichishi-hime (壱志姫王)
Thiên hoàng Kōbun còn có một người con trai là Hoàng tử Yota (興多王), không rõ mẫu hậu.